# Gertrude Bambrick
Gertrude Bambrick (24 agosto 1897 – Boynton Beach, 10 gennaio 1974) è stata un'attrice e coreografa statunitense dell'era del cinema muto. È apparsa in 60 film tra il 1912 e il 1916, diretta da Griffith, Dell Henderson e Edward Dillon. Ha collaborato anche come coreografa in due lungometraggi di David W. Griffith, Giuditta di Betulla del 1914 e Intolerance del 1916 (in quest'ultimo, il suo nome non appare nei titoli).

## Biografia
Nata nel 1897, Gertrude Bambrick si sposò con il regista Marshall Neilan. Dal matrimonio, che presto finì con un divorzio, nacque un figlio, Marshall Neilan jr., che poi diventerà un conosciuto montatore. I due si erano conosciuti e innamorati mentre lavoravano a New York, nel 1914. All'epoca, la carriera di Neilan era in piena ascesa, tanto che il regista arrivò a guadagnare anche 15.000 dollari la settimana. Dopo le nozze avvenute il 13 dicembre 1915, Gertrude nel 1916 abbandonò una carriera di attrice che non era mai definitivamente decollata. Ma il matrimonio si rivelò un percorso a ostacoli: Neilan la tradiva ripetutamente e, nel 1921, dopo che si venne pubblicamente a sapere di una sua storia con l'attrice Blanche Sweet, la moglie chiese il divorzio.
Neilan si sposò in seguito con Blanche Sweet, da cui divorziò nel 1929, dopo aver rovinato la sua carriera e le sue finanze. Gertrude sposò in seconde nozze Jack Alicoate e non tornò mai più a recitare.
Morì a Boynton Beach in Florida, il 10 gennaio 1974 all'età di 76 anni.

## Filmografia

### Attrice
- Two Daughters of Eve, regia di David W. Griffith - cortometraggio (1912)
- A Limited Divorce, regia di Dell Henderson - cortometraggio (1912)
- The One She Loved, regia di David Wark Griffith - cortometraggio (1912)
- A Real Estate Deal, regia di Dell Henderson - cortometraggio (1912)
- The Musketeers of Pig Alley, regia di David Wark Griffith  (1912)
- Gold and Glitter, regia di D.W. Griffith (1912)
- Il cappello di Parigi (The New York Hat), regia di David Wark Griffith  (1912)
- The Burglar's Dilemma, regia di David Wark Griffith  (1912)
- The God Within, regia di David Wark Griffith  (1912)
- The Telephone Girl and the Lady, regia di D.W. Griffith (1913)
- Brothers, regia di David Wark Griffith(1913)
- Oil and Water, regia di David Wark Griffith (1913)
- Love in an Apartment Hotel, regia di David Wark Griffith (1913)
- Broken Ways, regia di David Wark Griffith (1913)
- Near to Earth, regia di D.W. Griffith (1913)
- All Hail to the King, regia di Dell Henderson (1913)
- The Perfidy of Mary, regia di David Wark Griffith (1913)
- A Horse on Bill, regia di Dell Henderson (1913)
- A Ragtime Romance, regia di Dell Henderson (1913)
- Frappe Love, regia di Dell Henderson (1913)
- The King and the Copper, regia di Dell Henderson (1913)
- The Hicksville Epicure, regia di Dell Henderson (1913)
- Cinderella and the Boob, regia di Dell Henderson (1913)
- Highbrow Love, regia di Dell Henderson (1913)
- Just Kids, regia di Dell Henderson (1913)
- Red Hicks Defies the World, regia di Dell Henderson (1913)
- Jenks Becomes a Desperate Character, regia di Dell Henderson (1913)
- Almost a Wild Man, regia di Dell Henderson (1913)
- The Mothering Heart, regia di D.W. Griffith (1913)
- Master Jefferson Green, regia di Dell Henderson (1913)
- A Compromising Complication, regia di Dell Henderson (1913)
- Faust and the Lily, regia di Dell Henderson (1913)
- An Old Maid's Deception, regia di Dell Henderson (1913)
- The Reformers; or, The Lost Art of Minding One's Business, regia di D.W. Griffith (1913)
- Those Little Flowers, regia di Dell Henderson (1913)
- Mr. Spriggs Buys a Dog, regia di Dell Henderson (1913)
- The Widow's Kids, regia di Dell Henderson (1913)
- Cupid and the Cook, regia di Dell Henderson (1913)
- The Suffragette Minstrels, regia di Dell Henderson (1913)
- Objections Overruled, regia di Dell Henderson (1913)
- The Lady in Black, regia di Dell Henderson (1913)
- Baby Indisposed, regia di Dell Henderson (1913)
- His Hoodoo, regia di Edward Dillon (1913)
- For the Son of the House, regia di Dell Henderson (1913)
- The End of the World, regia di Edward Dillon (1913)
- A Saturday Holiday, regia di Edward Dillon (1913)
- McGann and His Octette, regia di Edward Dillon (1913)
- Aunts, Too Many, regia di Edward Dillon (1913)
- The Winning Punch, regia di Edward Dillon (1913)
- A Circumstantial Hero, regia di Edward Dillon (1913)
- Giuditta di Betulla (Judith of Bethulia), regia di D.W. Griffith (1914)
- Liberty Belles, regia di Dell Henderson (1914)
- The Billionaire, regia di James Kirkwood (1914)
- Virtue Is Its Own Reward, regia di Joseph De Grasse (1914)
- The Waiter Who Waited (1915)
- Divorcons (1915)
- The Skating Rink (1916)
- The Rejuvenation of Aunt Mary, regia di Edward Dillon (1916)
- A Spring Chicken, regia di Dell Henderson (1916)

### Coreografa
- Giuditta di Betulla (Judith of Bethulia), regia di D.W. Griffith (1914)
- Intolerance, regia di D.W. Griffith (1916) (non accreditata)